# Simon Amstell
Simon Marc Amstell (nacido el 29 de noviembre de 1979, Gants Hill, al noreste de Londres) es un comediante nominado al BAFTA, presentador de televisión, guionista y actor británico, conocido por sus papeles como coanfitrión de Popworld, ex anfitrión de Never Mind the Buzzcocks y coescritor y estrella de Grandma's House.

## Biografía
Amstell nació en el este de Londres en 1979 y fue criado en Gants Hill, Londres en una familia judía. Su primera aparición en televisión fue en 1993 cuando apareció como un concursante en GamesMaster. También apareció en Good Morning with Anne and Nick haciendo una impresión de Dame Edna Everage, y en un episodio de 1994, Family Catchphrase.
La cultura en la cual fue criado (judaísmo) y su sexualidad (es abiertamente gay) figuran de vez en cuando en su trabajo.

## Escritura y actuación
Amstell coescribió un episodio del drama Skins en 2007, titulado "Maxxie and Anwar."
En 2009, encargó una serie de seis capítulos titulada Grandma's Hosue de Tiger Aspect Productions, escrita y actuada por Amstell, coescrita pro Dan Swimer. La filmación comenzó en febrero de 2010 y la difusión se inició en agosto de 2010.